# El Houb
El Houb is een Nederlandse speelfilm uit 2022 van Shariff Nasr.

## Verhaal
Als de Marokkaans-Nederlandse Karim door zijn vader is betrapt met een man, haast hij zich naar zijn ouderlijk huis om het gesprek aan te gaan. Maar hoe bespreek je de olifant in de kamer, binnen een gezin dat gevoelige onderwerpen per definitie uit de weg gaat? Zeker met een bemoeizuchtige buurman die altijd op het verkeerde moment rond het huis zoemt. De moeilijke dagen die volgen, roepen mooie en aangrijpende herinneringen op. Karim beseft dat hij zijn familie moet confronteren om eindelijk de oorverdovende stiltete doorbreken.Maar kan hij van zijn familie acceptatie verwachten, als hij nooit met zijn eigen gevoelens in het reine is gekomen? 
El Houb (de liefde) is het zowel aangrijpende als geestige regiedebuut van Shariff Nasr, met in de hoofdrol Fahd Larhzaoui en de prijswinnende acteurs Lubna Azabal (Incendies, Adam) en Slimane Dazi (Un prophète). El Houb is de eerste speelfilm die de gevoeligheid rond coming-out in de Nederlands- Marokkaanse gemeenschap bespreekbaar maakt, en beleefde zijn wereldpremière op het prestigieuze Frameline Film Festival in San Francisco. 

## Rolverdeling
- Fahd Larhzaoui - Karim Zahwani
- Lubna Azabal - Fatima Zahwani
- Slimane Dazi - Abbas Zahwani
- Sabri Saddik - Redouan Zahwani
- Shad Issa - Young Karim
- Emmanuel Ohene Boafo - Kofi
- Britte Lagcher - Eline
- Nasrdin Dchar - Sooufian
- Walid Benmbarek - Mo

## Prijzen en nominaties
| jaar | Festival                                  | prijs                  | genomineerde(n)                | uitslag     |
| ---- | ----------------------------------------- | ---------------------- | ------------------------------ | ----------- |
| 2023 |                                           | Zilveren Krulstaart    | Philip Delmaar en Shariff Nasr | Gewonnen    |
| 2022 | Seattle Queer Film Festival               | Best Feature Film      |                                | Gewonnen    |
| 2022 | Out on Film Atlanta                       | Best Narrative Feature |                                | Gewonnen    |
| 2022 | OUTshine Film Festival                    | Best Feature Film      |                                | Gewonnen    |
| 2022 | International de Cinéma d'Auteur de Rabat | Best Actress           | Lubna Azabal                   | Gewonnen    |
| 2023 | NFF                                       | Beste Hoofdrol         | Fahd Larhzaoui                 | Genomineerd |
| 2023 | NFF                                       | Beste Bijrol           | Emmanuel Ohene Boafo           | Genomineerd |
| 2023 | NFF                                       | Beste Scenario         | Philip Delmaar en Shariff Nasr | Gewonnen    |
| 2023 | NFF                                       | Beste Film             | Joram Willink voor BIND        | Genomineerd |